# Chieppena
Il Chieppena (la Ciépena in dialetto trentino) è un torrente del Trentino-Alto Adige, affluente di sinistra del fiume Brenta.

## Descrizione

### Percorso
Il torrente Chieppena nasce a 1115 m s.l.m. lungo le pendici meridionali del monte Castelletto, vetta del Gruppo di Rava nella catena di Cima d'Asta. L'inizio del corso d'acqua denominato Chieppena avviene alla confluenza tra il Rio Galina (proveniente da nord-ovest, raccogliendo le acque dei laghetti di Rava) e il Rio di Fierollo (proveniente da nord-est dall'omonimo monte). Nel suo tratto iniziale segna il confine tra i comuni di Bieno e di Pieve Tesino, determinando, quindi, il passaggio tra la Valsugana e l'Altopiano del Tesino.
Successivamente scorre lungo il versante nord del Monte Lefre, lungo il confine tra Bieno e Castel Ivano. In questo tratto raccoglie da sinistra le acque di numerosi piccoli ruscelli discendenti dal Lefre, mentre in località Castrozze riceve il suo principale affluente, il Lusùmina, proveniente da Cima Ravetta. Svoltando verso sud scorre poco fuori dall'abitato di Strigno, mentre successivamente divide gli abitati di Villa e di Agnedo.
Giunto ormai in fondovalle, dei ponti lo fanno superare in ordine dalla strada statale 47 della Valsugana, dalla ferrovia Trento-Venezia e dalla ciclopista della Valsugana, per poi sfociare nel fiume Brenta dopo essere entrato per pochi metri nel territorio comunale di Castelnuovo.

### Flora e fauna
Il tratto a monte è caratterizzato da una copertura continua a bosco, con la presenza di specie arboree riparie, come salici e ontani bianchi, e autoctone, quali gli aceri, i pini e i larici. Scendendo di quota si aggiungono, nelle fasce perifluviali, piante di origine esotica e invasive, come la robinia, la buddleja, rovi e specie erbacee non igrofile. Più a valle queste piante invasive vengono soppiantate da un'ampia vegetazione di ontani e pioppi.
La presenza di pesci è buona e relativamente abbondante nei settori più a valle e vicini alla foce. La diffusione della fauna ittica nei settori più a monte è resa difficile a causa di sbarramenti e altre costruzioni opera dell'uomo, soprattutto briglie di oltre un metro d'altezza che rendono impossibile la risalita dei pesci.

## Storia

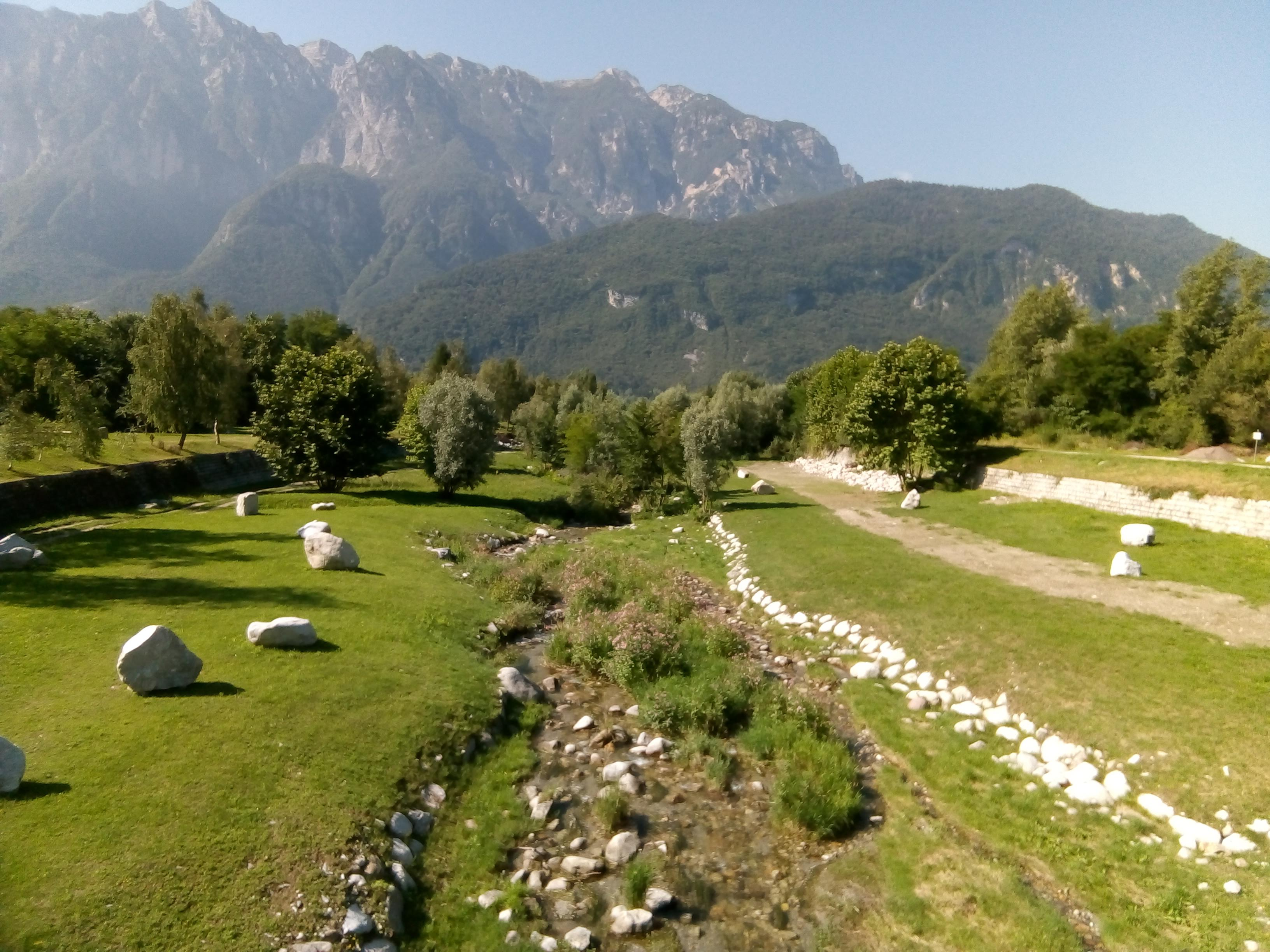
Il Parco "Pietre d'Acqua"

Il torrente Chieppena risulta essere da sempre il corso d'acqua principale per le comunità che si sono sviluppate intorno al Castel Ivano, sede della giurisdizione del territorio fin dal medioevo. In epoca moderna la sua presenza ha permesso lo sviluppo di attività artigianali prima e industriali poi, soprattutto nel secondo dopoguerra. Le prime opere di imbrigliamento del torrente risalgono al 1750, che hanno permesso di superare senza particolari danni le piene del 1882 e del 1926.
Il 4 e 5 novembre 1966, a causa delle pesanti piogge che colpirono l'intero territorio italiano, il torrente portò distruzione lungo il suo percorso. La prima ondata di piena si registrò alle ore 15.30 di venerdì 4 novembre, causando la morte di due persone, la distruzione di tutti i suoi ponti, di diversi stabilimenti industriali, del caseificio sociale e della chiesa dei Santi Fabiano e Sebastiano a Villa. La seconda ondata di piena avvenne alle 19.30, rompendo definitivamente gli argini e invadendo con acqua, fango e sassi gli abitati di Strigno e Agnedo. Dopo questo fenomeno alluvionale il percorso del torrente venne modificato, e vennero ricostruiti nuovi e più ampi argini.
Dal 2015, lungo i prati intorno al torrente sotto il ponte di Villa, è stato inaugurato il Parco Pietre d'Acqua, nel quale ogni anno si aggiungono nuove sculture su massi di granito realizzate nell'ambito del simposio "Pietre d'Acqua" da scultori provenienti da tutt'Italia e dal Giappone.